# 歇段
歇段（英文：break, breakdown section）专指流行乐中相对于高潮部分较为单调、简明的桥段。歇段出现在多种音乐风格里，包括嘻哈、迪斯科、重金属、朋克。
在爵士乐、节奏布鲁斯等音乐里，某些乐曲以合奏方式发展完主题之后进入以鼓独奏，或鼓间歇性伴奏、一样独奏乐器配合的歇段。这些桥段进而发展成了DJ用来衔接乐曲的尾端，同时用来轮回播放作为节奏背景，称为歇段拍子或碎拍，乃是嘻哈文化里饶舌及歇段舞配乐的起源。
在嘻哈乐和电子乐里，歇段时常以节奏组伴奏消失的形式呈现，称作“切出”（cut），可以非常简短，抑或慢慢加入音乐要素增加期望。此后节奏组的再次开启伴奏称作“续入”（drop）。